# 黒田家譜
『黒田家譜』（くろだかふ）は、福岡藩藩主・黒田家の公式歴史書である。3代藩主・黒田光之の命により、儒学者・貝原益軒が編纂した。原本は寛文11年（1671年）に編纂を始め、元禄元年（1688年）に完成した。

## 書籍
- 川添昭二、福岡古文書を読む会 校訂『黒田家譜』 第五巻（新訂）、文献出版、1983年2月3日。NDLJP:12208144。(要登録)